# Arrhenes dschilus
Arrhenes dschilus là một loài bướm ngày thuộc họ Hesperiidae. Nó được tìm thấy ở New Guinea và Queensland.
Sải cánh dài khoảng 30 mm.
Ấu trùng ăn Imperata cylindrica, Panicum maximum và Saccharum officinarum.

## Phụ loài
- Arrhenes dschilus dschilus
- Arrhenes dschilus decor
- Arrhenes dschilus iris (Queensland)